# Чемпионат мира по футболу 2026 (отборочный турнир, УЕФА, группа F)
Жеребьёвка отборочного турнира европейской квалификации чемпионата мира 2026 прошла в Цюрихе 13 декабря 2024 года. В группу F зоны УЕФА попали сборные следующих стран: Португалия, Венгрия, Ирландия и Армения.
Матчи в группе F пройдут с 6 сентября по 16 ноября 2025 года.
Сборная, занявшая первое место, выходит в финальную часть чемпионата мира напрямую. Сборная, занявшая второе место, принимает участие в стыковых матчах за право выхода в финальную часть турнира.

## Таблица
| Поз | Команда    | И | В | Н | П | МЗ | МП | РМ | О | Квалификация                        |       | Португалия | Венгрия | Ирландия | Армения |
| --- | ---------- | - | - | - | - | -- | -- | -- | - | ----------------------------------- | ----- | ---------- | ------- | -------- | ------- |
| 1   | Португалия | 0 | 0 | 0 | 0 | 0  | 0  | 0  | 0 | Квалификация на чемпионат мира 2026 |       | —          | 14 окт  | 11 окт   | 16 ноя  |
| 2   | Венгрия    | 0 | 0 | 0 | 0 | 0  | 0  | 0  | 0 | Выход в раунд плей-офф              |       | 9 сен      | —       | 16 ноя   | 11 окт  |
| 3   | Ирландия   | 0 | 0 | 0 | 0 | 0  | 0  | 0  | 0 |                                     |       | 13 ноя     | 6 сен   | —        | 14 окт  |
| 4   | Армения    | 0 | 0 | 0 | 0 | 0  | 0  | 0  | 0 |                                     | 6 сен | 13 ноя     | 9 сен   | —        |         |

## Матчи
Расписание матчей было опубликовано УЕФА после жеребьёвки 13 декабря 2024 года в Цюрихе. Время начала матчей указано центральноевропейское (CET)/центральноевропейское летнее (CEST) (местное время, если оно отличается, указано в скобках).
| Армения | –:–     | Португалия |
| ------- | ------- | ---------- |
|         | (отчёт) |            |

| Ирландия | –:–     | Венгрия |
| -------- | ------- | ------- |
|          | (отчёт) |         |

| Армения | –:–     | Ирландия |
| ------- | ------- | -------- |
|         | (отчёт) |          |

| Венгрия | –:–     | Португалия |
| ------- | ------- | ---------- |
|         | (отчёт) |            |

| Венгрия | –:–     | Армения |
| ------- | ------- | ------- |
|         | (отчёт) |         |

| Португалия | –:–     | Ирландия |
| ---------- | ------- | -------- |
|            | (отчёт) |          |

| Ирландия | –:–     | Армения |
| -------- | ------- | ------- |
|          | (отчёт) |         |

| Португалия | –:–     | Венгрия |
| ---------- | ------- | ------- |
|            | (отчёт) |         |

| Армения | –:–     | Венгрия |
| ------- | ------- | ------- |
|         | (отчёт) |         |

| Ирландия | –:–     | Португалия |
| -------- | ------- | ---------- |
|          | (отчёт) |            |

| Венгрия | –:–     | Ирландия |
| ------- | ------- | -------- |
|         | (отчёт) |          |

| Португалия | –:–     | Армения |
| ---------- | ------- | ------- |
|            | (отчёт) |         |

## Дисквалификации
Игрок получает дисквалификацию на 1 матч за следующие нарушения:
- Красная карточка (отстранение за красную карточку может быть продлено за грубые нарушения).
- 2 жёлтые карточки в 2 разных матчах (дисквалификация за жёлтую карточку может перенестись на стыковые матчи, но не на основной турнир или любые другие международные матчи).

## Комментарии
1. ↑  CEST (UTC+2) до 26 октября 2025 года, CET (UTC+1) после 26 октября 2025 года.